# 瘧鬼
瘧鬼（ぎゃくき）は中国に伝わる疫鬼あるいは妖怪。瘧（ぎゃく、おこり。マラリアなどの熱病）を引き起こすなどして人間を苦しめる。
古代中国の帝のひとり顓頊（せんぎょく）の子供のひとりがこの瘧鬼になったとされている。(三人の子が疫鬼となっており、瘧鬼、魍魎鬼、小児鬼になったとされる)

## 概要
『太平広記』や『太平御覧』『子不語』などには、小児や鳥、婦人のすがたをして、眠っている人間の前に現われた瘧鬼の話が載っている。近くに来たり身体に触ったりすると瘧の発作が起きたり、追い払うとともに快方に向かったりしたという。
民間では瘧鬼の像を造り廟(びょう)にまつったりした。また、発作が起こる前に廟や他家などに避難をして瘧鬼が家を訪れるのを逃れる「避瘧」という風習も行われていた。『閩雑記』には江西の高福という人物が「断瘧符」（だんぎゃくふ）という瘧よけに良く効くおふだをあつかっていたことが記されている。

## 日本における瘧鬼
『和名類聚抄』では「瘧鬼」は「えやみのおに」と訓まれている。